# Giovanni Animuccia
Giovanni Animuccia, född omkring 1520 i Florens, död den 20 mars 1571 i Rom, var en italiensk tonsättare.
Animuccia var kapellmästare (italienska maestro di capella) för Filippo Neris oratorieorden och skapare av den musikart som kallas "oratorium", då han på Neris uppmaning komponerade sina laudi. Vid sin död var verksam i Peterskyrkan, där han efterträddes av Palestrina.